# Апокавк, Иоанн
Иоанн Апокавк (др.-греч.  Ἱωάννης Ἀπόκαυκος) (ок. 1155 — 1233, Козил) — византийский церковный деятель и богослов. После обучения в Константинополе он стал епископом Навпакта и играл важную роль в конфликте между церквями Эпирского царства и Константинопольского патриархата, находившегося в изгнании в Никейской империи после падения Константинополя в 1204 году. Его сохранившая переписка ценна не только как исторический памятник, но и обладает существенными литературными достоинствами.

## Биография
Иоанн Апокавк родился около 1155 года и обучался в Константинополе у будущего патриарха Мануила I. После назначения диаконом он служил под началом своего дяди Константина Манассии, епископа Навпакта. Около 1187 года он вернулся в столицу, где служил нотарием в патриархии; эту же должность он занимал и в 1193 году. В 1199 или 1200 году он был назначен епископом Навпакта, занимая этот пост до 1232 года, когда он удалился в монастырь, где и умер в следующем году. В начале своего епископского служения он вступил в конфликт с местным правителем Константином Комнином Дукой, младшим братом правителя Эпира Феодора, против чьего деспотичного правления и чрезмерных налоговых требований протестовало население. Конфликт привёл к смещению и изгнанию Апокавка в 1220 году. В мае 1231 года он был восстановлен собором. После этого отношения Апокавка с Константином улучшились и епископ даже составил энкомий в его честь. В тот же период Иоанн вместе с Димитрием Хоматианом и Георгием Варданом выступил за независимость эпирской церкви от Никейской империи, где в изгнании находился Константинопольский патриарх. Конфликт привёл к расколу между этими церквями.

## Труды
Значительное количество документов и переписки Апокавка сохранилось. В отличие от переписки многих других епископов, письма Апокавка несут следы литературной обработки и обладают литературными и стилистическими достоинствами. Большая часть писем посвящена проблемам епархии и адресована другим епископам, правителям Эпира, их родственникам и придворным. Также частично сохранился уникальный в своём роде рабочий архив епископа.
Извлечения из переписки Апокавка были опубликованы В. Г. Васильевским в 1896 году.
Также Апокавк был автором эпиграмм, написанных до занятия епископского поста. Часть из них была издана А. И. Пападопуло-Керамевсом.